# Pueblo Nuevo, Acambay de Ruíz Castañeda
Pueblo Nuevo är en ort i Mexiko, tillhörande kommunen Acambay de Ruíz Castañeda i den västra delen av delstaten Mexiko, i den centrala delen av landet. Orten hade 4 422 invånare vid folkräkningen 2010, och är kommunens största ort sett till befolkning.